# Pièce de 200 lires italiennes

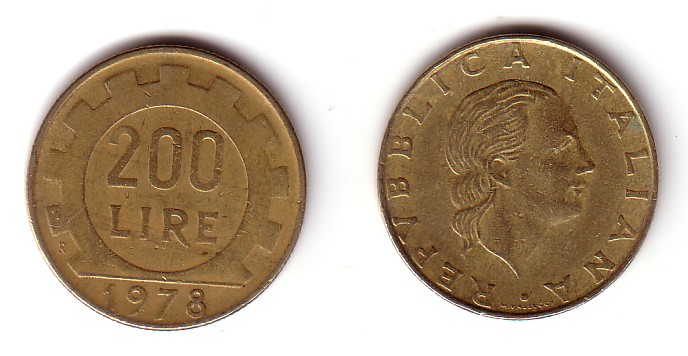
200 lires de 1978

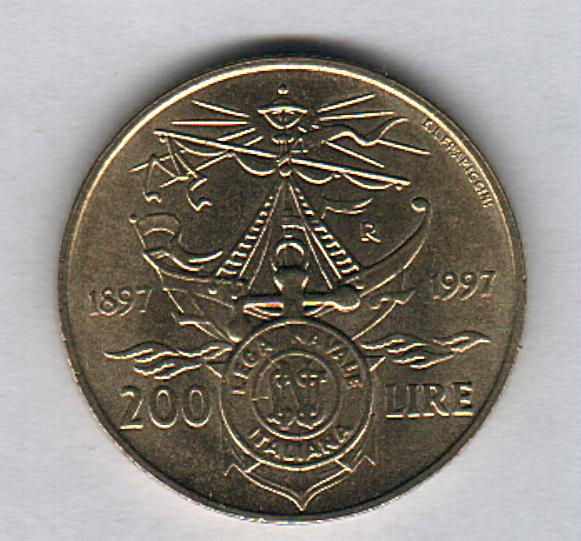
Une pièce de 200 lires commémorative (1997, avers)

La pièce de 200 lires italiennes était en circulation en Italie avant l'arrivée de l'euro qui a remplacé la lire italienne.

## Description durevers
L'inscription "200 LIRE" est dans une roue dentée. Il y a un "R" dans le dernier cran à gauche et le millésime est indiqué en bas.

## Description de l'avers
Sur le côté face se trouve une représentation allégorique de la République d'Italie sous la forme d'une tête de femme tournée vers la droite, entourée de l'inscription "REPUBBLICA ITALIANA", ce qui signifie "république italienne". La gravure est signée  Mario Vallucci.

## Mesures de la pièce
- Diamètre : 24 mm.
- Épaisseur : 1,5 mm.

## Valeur monétaire
La valeur faciale de la pièce de 200 lires correspond à 0,10329 euro selon le taux de change de 1999.